# Дара-и-Печ
Дара-и-Печ (пушту دره‌پیچ‎, дари دره‌پیچ Dara-ye Pēc) — один из районов провинции Кунар в Афганистане. Он расположен в центральной части провинции, в 30 километрах к западу от Асадабада. Административный центр района — деревня Манугай(34°59′20″ с. ш. 70°54′43″ в. д.), расположенная на высоте 1031 метр над уровнем моря. Глава района — Мохаммад Рахман. В районе расположено несколько протяженных долин, таких как Коренгал и Шурьяк. В районе находится 13 больших деревень, большинство из которых расположено в долинах. Основными источниками дохода являются животноводство и фермерское хозяйство. Здравоохранение и образование в районе нуждаются в совершенствовании.
Население района — 48 400 человек (по данным 2006 года). Национальный состав — 100 % пуштуны.